# Polaris (криголам)
Polaris — перший у світі криголам з двигуном, розрахованим на використання зрідженого природного газу.
Судно спорудили у 2016 році на фінській верфі Arctech Helsinki Shipyard для компанії Arctia Shipping, яка збирається використовувати його в Балтійському морі. Судно здатне забезпечувати проведення інших суден при товщині льоду до 1,6 метра.
Головною особливістю судна стала його енергетична установка з двигунами компанії Wärtsilä: одним 20DF, двома 34DF та двома 34DF. Вона працюють як на традиційних нафтопродуктах, так і на ЗПГ. В останньому випадку істотно зменшуються викиди шкідливих речовин (сполук сірки майже на 100 %, оксидів азоту на 85 %, діоксиду вуглецю на 25 %).
Проектний термін експлуатації судна 50 років.